# Nicola Kuhn
Nicola Kuhn (Espanhol: [kun]; alemão: [kuːn]; nasceu em 20 de março de 2000) é um tenista espanhol, nascido na Áustria. Seu ranking mais alto em simples na ATP foi nº 184, alcançado em 12 de agosto de 2019.
Kuhn tem pai alemão e mãe russa. De 2014 a 2016, ele representou a Alemanha em torneio ITF Junior e Pro antes de trocar fidelidade para a Espanha.

## Carreira juvenil
Kuhn conquistou o título do Torneio de Roland Garros de 2017 – Duplas Juvenis Masculinas e alcançou a final de simples do mesmo ano no mesmo torneio.

## Carreira profissional

### 2017
Kuhn venceu seu primeiro título de ATP Challenger Tour como um qualifier no Sparkassen Open, em Braunschweig.
Ele fez sua estreia em chave principal de ATP no Shenzhen Open como um wildcard.

### 2018
Kuhn Chegou a final do Budapest Indoor Challenger Open, em fevereiro de 2018, mas perdeu para Vasek Pospisil em três sets. Mas em parceria com Félix Auger-Aliassime venceu o torneio de duplas do mesmo torneio. No mês seguinte, Kuhn foi agraciado com um wildcard para o Miami Open de 2018. Ele derrotou Darian King para vencer sua primeira partida em chaves principais do circuito ATP. Ele se tornou o mais novo espanhol, desde Rafael Nadal, a vencer uma partida do ATP World Tour. Na segunda rodada, perdeu, em sets diretos, para o cabeça de chave nº 15, Fabio Fognini.

## Finais de Grand Slam Juvenil

### Simples: 1 (1 vice)
| Resultado | Ano  | Torneio       | Superfície | Oponente       | Placar        |
| --------- | ---- | ------------- | ---------- | -------------- | ------------- |
| Derrota   | 2017 | Roland Garros | Saibro     | Alexei Popyrin | 6–7(5–7), 3–6 |

### Duplas: 1 (1 título)
| Resultado | Ano  | Torneio       | Superfície | Parceiro      | Oponentes                 | Placar   |
| --------- | ---- | ------------- | ---------- | ------------- | ------------------------- | -------- |
| Vitória   | 2017 | Roland Garros | Saibro     | Zsombor Piros | Vasil Kirkov Danny Thomas | 6–4, 6–4 |

## Finais de ATP Challenger e ITF Futures

### Simples: 5 (3–2)
| ATP Challenger (2–2) |
| ITF Futures (1–0)    |

| Resultado | V–D | Data     | Torneio                      | Superfície | Oponente        | Placar             |
| --------- | --- | -------- | ---------------------------- | ---------- | --------------- | ------------------ |
| Vitória   | 1–0 | Mai 2017 | Hungria F2, Zamardi, Hungria | Saibro     | Attila Balázs   | 6–4, 6–0           |
| Vitória   | 2–0 | Jul 2017 | Braunschweig, Alemanha       | Saibro     | Viktor Galović  | 2–6, 7–5, 4–2 ret. |
| Derrota   | 2–1 | Fev 2018 | Budapeste, Hungria           | Duro (c)   | Vasek Pospisil  | 6–7(3–7), 6–3, 3–6 |
| Derrota   | 2–2 | Nov 2018 | Canberra, Austrália          | Duro       | Jordan Thompson | 1–6, 7–5, 4–6      |
| Vitória   | 3–2 | Ago 2019 | Segovia, Espanha             | Duro       | Pavel Kotov     | 6–2, 7–6(7–4)      |

### Duplas: 1 (1–0)
| ATP Challenger (1–0) |
| ITF Futures (0–0)    |

| Resultado | V–D | Data     | Torneio            | Superfície | Parceiro              | Oponentes                        | Placar           |
| --------- | --- | -------- | ------------------ | ---------- | --------------------- | -------------------------------- | ---------------- |
| Vitória   | 1–0 | Fev 2018 | Budapeste, Hungria | Duro       | Félix Auger-Aliassime | Marin Draganja Tomislav Draganja | 2–6, 6–2, [11–9] |

## Linha do tempo em desempenho

### Simples
| Tournament                  | 2016 | 2017 | 2018 | 2019 | 2020 | 2021 | V–D |
| --------------------------- | ---- | ---- | ---- | ---- | ---- | ---- | --- |
| Grand Slam                  |      |      |      |      |      |      |     |
| Australian Open             | A    | A    | A    | Q2   | Q1   | A    | 0–0 |
| Roland Garros               | A    | A    | A    | A    | Q1   | A    | 0–0 |
| Wimbledon                   | A    | A    | A    | A    | NR   | A    | 0–0 |
| US Open                     | A    | A    | A    | Q2   | A    |      | 0–0 |
| ATP World Tour Masters 1000 |      |      |      |      |      |      |     |
| Miami Open                  | A    | Q1   | 2R   | 1R   | A    | A    | 1–2 |
| Madrid Open                 | A    | Q2   | A    | Q1   | NR   | A    | 0–0 |
| Estatísticas da carreira    |      |      |      |      |      |      |     |
| Torneios                    | 0    | 1    | 1    | 2    | 0    | 2    | 6   |
| Vitória–Derrota Geral       | 0–0  | 0–1  | 1–1  | 1–2  | 0–0  | 1–2  | 3–6 |
| Ranking ao final do ano     | 785  | 242  | 245  | 214  | 252  |      |     |